# لا پایل
لا پایل (به فرانسوی: La Pyle) یک کمون در فرانسه است که در Canton of Amfreville-la-Campagne واقع شده‌است.

## خصوصیات
لا پایل ۱٫۶۹ کیلومترمربع مساحت و ۱۶۱ نفر جمعیت دارد و ۱۶۰ متر بالاتر از سطح دریا واقع شده‌است.